# Schloss Leonstain

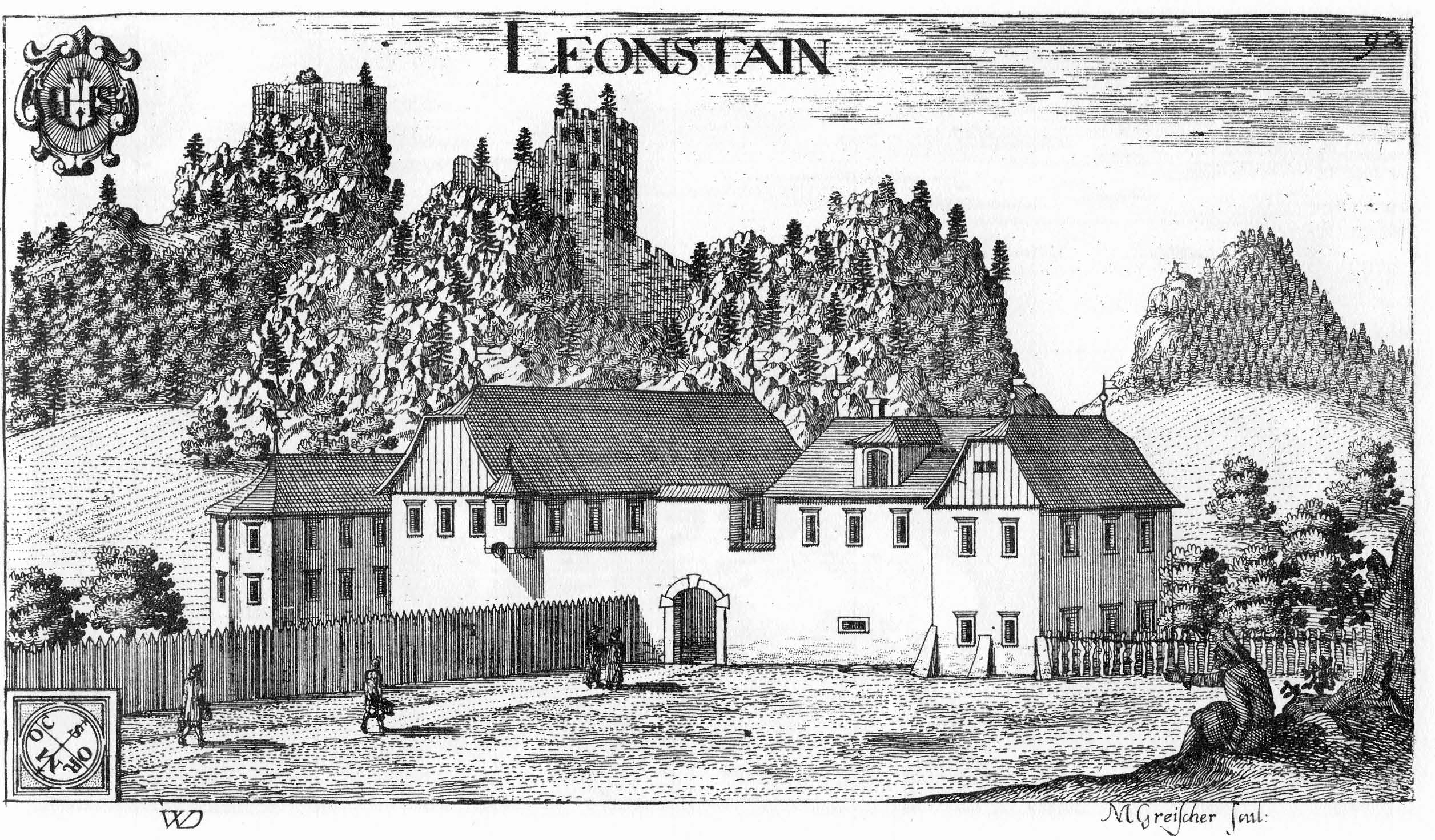
Ruinen und Schloss Leonstain um 1680

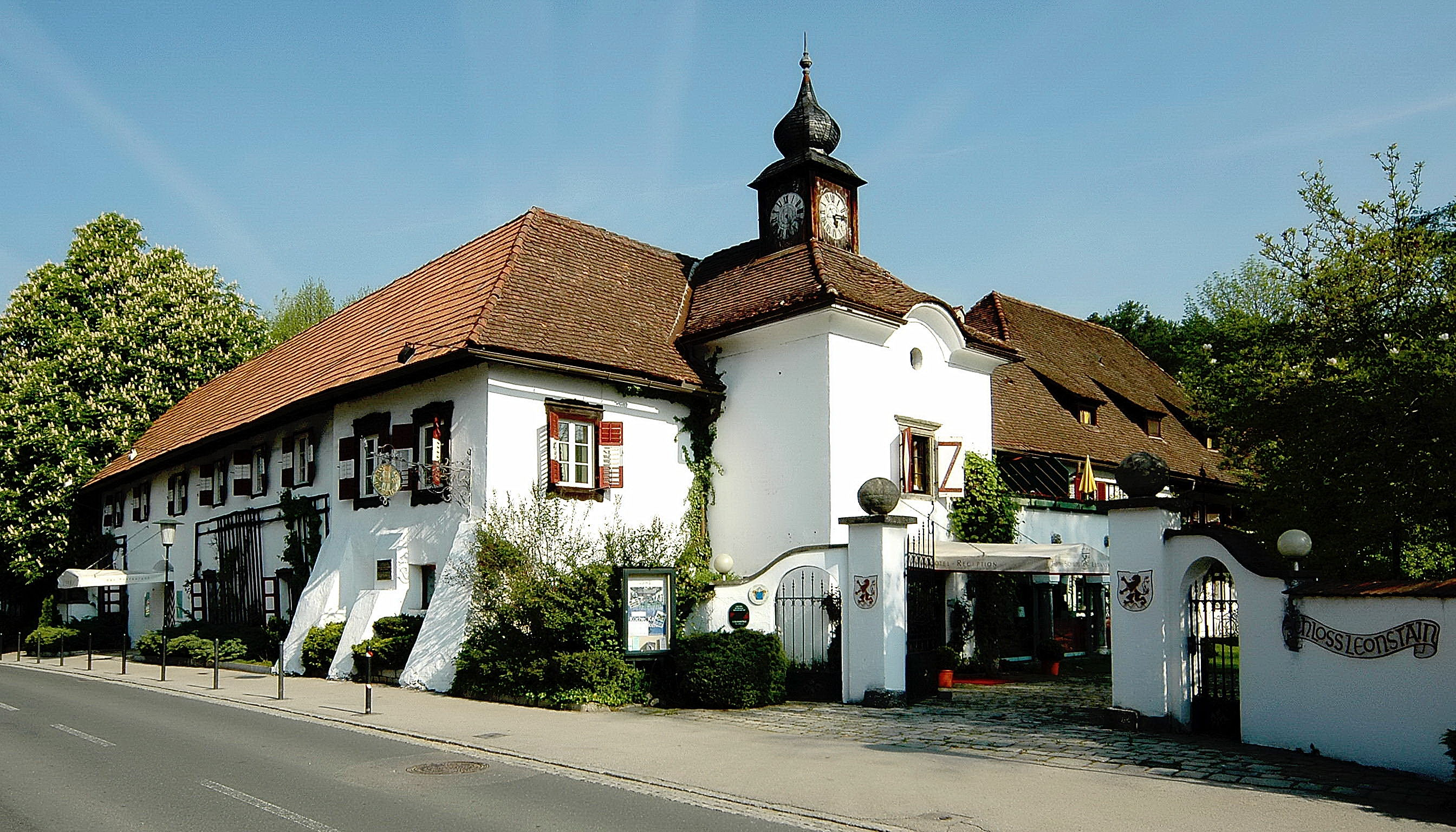
Schloss Leonstain in Pörtschach (2006)

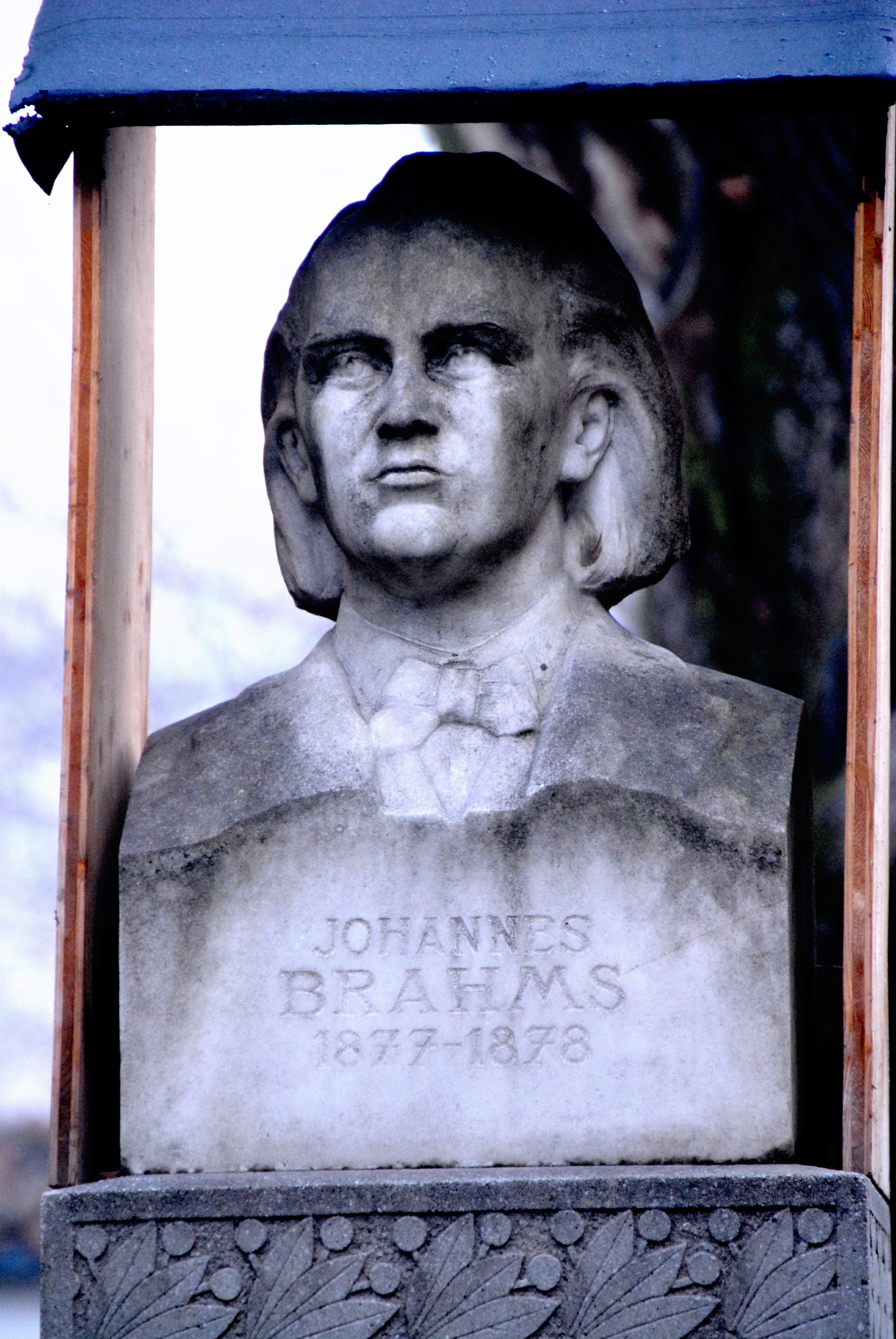
Johannes-Brahms-Büste im Innenhof von Schloss Leonstain

Schloss Leonstain ist ein Schloss im nördlichen Teil der Gemeinde Pörtschach am Wörthersee an der Hauptstraße des Kurortes. Es trägt die Hausnummer 228.

## Beschreibung und Geschichte
Der langgestreckte, aufgegliederte Bau mit zwei Geschoßen stammt im Kern aus dem 16. Jahrhundert und war vermutlich der Meierhof der Burg Leonstein. Erneuerungen des 19. und 20. Jahrhunderts wurden dem Renaissancebau angepasst. Das Objekt befindet sich im Privatbesitz der Familie Neuscheller und wird heute als Hotel „Schloss Leonstain“ geführt. Der fünf- beziehungsweise sechsachsige Bau umschließt einen kleinen Innenhof mit Brunnen und Renaissancelöwen. Im Obergeschoß befindet sich ein umlaufender, auf Kragsteinen abgestützter Laubengang; ein Raum des Obergeschoßes präsentiert sich mit profilierten Rahmenstukkaturen an seiner Flachdecke und wurde 1598 geschaffen. Am Westtrakt zieht eine überdachte Eckaltane mit Zwiebelhelm von 1937 die Blicke auf sich. Der straßenseitige Trakt präsentiert sich mit dem Eingangstor, darüber sieht man das Wappenfresko Leonstain und die Bezeichnung 1598. Die Zubauten an der Ostseite sind modern gehalten; ihre Fassadengliederung mit Arkaden auf Renaissancesäulen stammen von 1956 und 1972. Der östliche Vorbau mit Dachreiter hat seinen Ursprung im Jahr 1964 und ein stilistisch angepasster Anbau an der Nordost-Ecke entstand im Jahre 1956.
Im äußeren Schlosshof steht ein Denkmal Johannes Brahms’, in Erinnerung an die mehrfachen Aufenthalte des Künstlers in Pörtschach. Es wurde 1907 von Berta Kupelwieser, der Ehefrau Karl Kupelwiesers, geschaffen.